# Reflections from Broadway
Reflections from Broadway ist das zweite Soloalbum des schottisch-US-amerikanischen (Musical-)Schauspielers und Entertainers John Barrowman MBE, aufgenommen 1999 und veröffentlicht am 11. Januar 2000. Es enthält eine Auswahl neu arrangierter Musicalsongs – hauptsächlich aus Rollen, welche Barrowman in den Jahren seit seinem West-End-Debüt 1989 entweder in London oder am New Yorker Broadway selbst gespielt hatte.

## Hintergrund
Der heute hauptsächlich als Science-Fiction-Schauspieler und Fernsehmoderator bekannte Entertainer John Barrowman begann seine berufliche Laufbahn in den Achtzigerjahren mit einem Studium der Darstellenden Künste an der United States International University in San Diego und anschließend als Musicaldarsteller am internationalen Theater (Durchbruch 1989 mit Anything Goes im West End als Billy Crocker an der Seite von Elaine Paige OBE und Bernard Cribbins OBE). Bis zur Veröffentlichung dieses Soloalbums war er bereits in 17 verschiedenen Broadway- und West-End-Inszenierungen zu sehen.

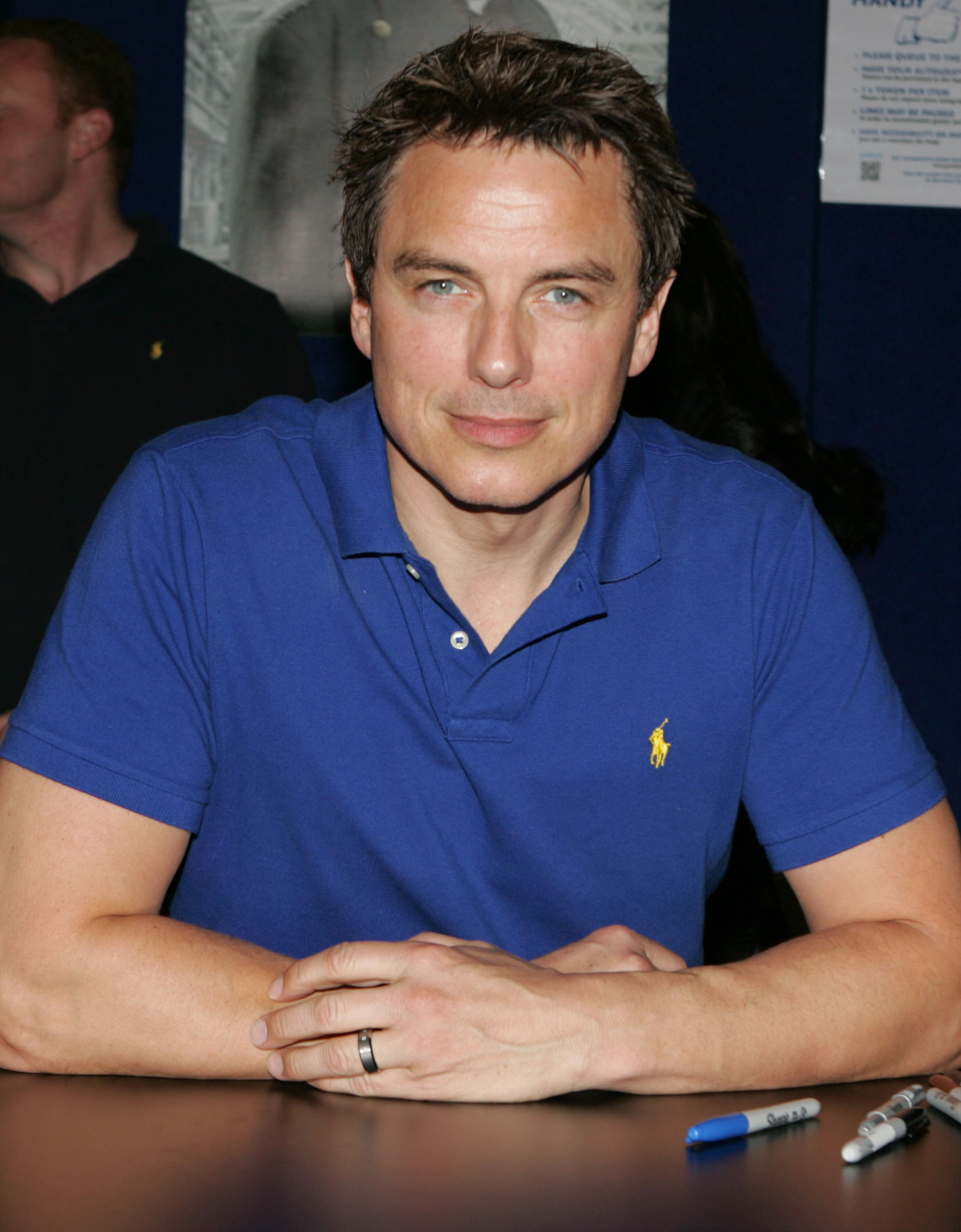
John Barrowman, 2014

Barrowman erhielt für Reflections from Broadway Unterstützung durch das National Symphony Orchestra. Beverly Holt, Barrowmans frühere Musiklehrerin und Mentorin aus High-School-Tagen, wurde von Barrowman abgeworben und als Musical Director angestellt. Sie begleitete ihn für dieses Album am Flügel und schrieb die entsprechenden Arrangements. Als Tonstudio für die Gesangs- und Orchesteraufnahmen wurden die Londoner Abbey Road Studios gebucht, die Produktion übernahm John Yap für JAY Records.
Teile der Gesangsaufnahmen wurden nach New York City in die dortigen Clinton Studios verlagert, da Barrowman nach seiner Tätigkeit in Disneys West-End-Inszenierung von Beauty and the Beast ein mehrmonatiges Engagement in der Revue Putting It Together (mit Carol Burnett) am New Yorker Broadway einging. Das gleiche Ensemble hatte Putting It Together vor dem Broadway-Transfer bereits bis Dezember 1998 in Los Angeles aufgeführt; dieser Umstand reduzierte die Vorbereitungszeit der Broadwayeröffnung für die Darsteller derart, dass Barrowman im Folgejahr dieses Album planen und aufnehmen sowie in Beauty and the Beast auftreten konnte.
John Yap und das auf das Musicalgenre spezialisierte Label JAY Records hatte zuvor schon diverse Ensemblealben von Musicals produziert, in denen Barrowman Hauptrollen spielte – darunter Phantom of the Opera (1992), Grease und Godspell (beide 1994). Auch die Umsetzung von Barrowmans erstem Soloalbum Aspects of Lloyd Webber (1997) wurde von JAY getragen. Nach der Jahrtausendwende kamen weitere Musicalkompilationsalben in Zusammenarbeit mit Barrowman hinzu, darunter The Musicality of Andrew Lloyd Webber (2002), Loving You (2002), Barrowmans drittes Soloalbum JB Swings Cole Porter (2004) und die Neuvertonung seines ersten Soloalbums Aspects of Lloyd Webber (2007).
Es folgten drei Soloalben im Rahmen eines Sony-BMG-Vertrages, nachdem er als Captain Jack Harkness (Doctor Who & Torchwood) internationale Bekanntheit erlangt hatte und sein Science-Fiction-Publikum zunehmend auf die musikalischen Anfänge seiner Karriere aufmerksam wurde: Another Side (2007, Musical & Pop), Music Music Music (2008, Country’n’Western & Pop) und John Barrowman (2010, Musical). Sein aktuellstes Soloalbum You Raise Me Up (2014, Traditional & Pop) entstand schließlich labelunabhängig in Eigenproduktion (BBP: BarrowmanBarkerProductions). In den Liner Notes des CD-Booklets zu Reflections from Broadway kündigte JAY Records bereits die geplante Veröffentlichung des Ensemblealbums zu Anyone Can Whistle (ebenfalls mit Barrowman) an.
Vom 25. Februar bis zum 2. März 2002 präsentierte Barrowman täglich ein einstündiges Solo-Cabaret-/Konzertprogramm im Rahmen des Sondheim-Festivals im Kennedy Center (Washington, D.C.) parallel zur Probenphase zu seiner dortigen Hauptrolle in Company ab Mai 2002. Für sein Soloprogramm griff er auf seinen Albumtitel Reflections from Broadway zurück. Als MD begleitete ihn am Flügel erneut Beverly Holt, außerdem erhielt er Unterstützung von Kontrabassist Lou Heinz.

## Titelliste
| Nr.         | Titel                          | Länge   | Musical                  | Komponisten & Texter                                                                                        | Anmerkungen |  |
| ----------- | ------------------------------ | ------- | ------------------------ | --- | --- |  |
| 1.          | If I Can’t Love Her            | 4:07    | Die Schöne und das Biest | Tim Rice (Text), Alan Menken (Musik), Larry Moore (Orchester-Arrangement)                                   | Barrowman spielte das Biest in Disneys West-End-Inszenierung von 1999 |  |
| 2.          | Anyone Can Whistle             | 3:53    | Anyone Can Whistle       | Stephen Sondheim (Text & Musik), Larry Moore (Orchester-Arrangement)                                        | |  |
| 3.          | Why God Why?                   | 4:09    | Miss Saigon              | Alain Boublil (Text), Claude-Michel Schönberg (Musik), William D. Brohn (Orchester-Arrangement)             | Barrowman spielte Chris im West End erstmals 1990/91 und erneut 1993/94 |  |
| 4.          | I’d Rather Be Sailing          | 3:25    | A New Brain              | William Finn (Text & Musik), Larry Moore (Orchester-Arrangement)                                            | |  |
| 5.          | Whistle Down the Wind          | 3:41    | Whistle Down the Wind    | Jim Steinman (Text), Andrew Lloyd Webber (Musik), Anne Collis (Orchester-Arrangement)                       | |  |
| 6.          | Dreamers                       | 2:54    | Jean Seberg              | Christopher Adler (Text), Marvin Hamlisch (Musik)                                                           | Klavierbegleitung von Beverly Holt (Barrowmans Mentorin seit der High School) |  |
| 7.          | Can You Feel the Love Tonight? | 3:35    | König der Löwen          | Tim Rice (Text), Elton John (Musik), Larry Moore (Orchester-Arrangement)                                    | |  |
| 8.          | Red Red Rose                   | 5:00    | Red Red Rose             | Robert Burns (Text), Paul Alan Johnson (Musik), David Maddux (Orchester-Arrangement)                        | Barrowman spielte in Red Red Rose in New York City, Los Angeles (USA) & Aarhus (Dänemark)                                                                                                   |  |
| 9.          | Good Thing Going               | 2:06    | Merrily We Roll Along    | Stephen Sondheim (Text & Musik), Larry Moore (Orchester-Arrangement)                                        | Barrowman spielte bislang nicht in Merrily We Roll Along, das Lied ist aber auch Teil der Revue Putting It Together, in der er 1998 in L.A. und 1999–2000 am Broadway zu sehen war          |  |
| 10.         | Easy to Love                   | 3:27    | Anything Goes            | Cole Porter (Text & Musik), Michael Gibson (Orchester-Arrangement)                                          | Barrowmans West-End-Debüt als Billy Crocker 1989 markierte zugleich seinen Durchbruch am internationalen Theater                                                                            |  |
| 11.         | A Boy From Nowhere             | 4:32    | Matador                  | Chris Seago (Text), Michael Leander (Musik), Chris Walker (Orchester-Arrangement)                           | Barrowman spielte Domingo Hernandez im West End 1991 |  |
| 12.         | Tell My Father                 | 3:59    | The Civil War            | Jack Murphy (Text), Frank Wildhorn (Musik), Larry Moore (Orchester-Arrangement)                             | |  |
| 13.         | Being Alive                    | 3:09    | Company                  | Stephen Sondheim, Martin Yates (Orchester-Arrangement)                                                      | Barrowman spielte Bobby erstmals 2002 in Washington, D.C., das Lied ist aber auch Teil der Revue Putting It Together, in der er bereits 1998 in L.A. und 1999–2000 am Broadway zu sehen war |  |
| 14.         | I Chose Right                  | 3:20    | Baby                     | Richard Maltby, Jr. (Text), David Shire (Musik), Jonathan Tunick (Orchester-Arrangement)                    | |  |
| 15.         | Try to Remember                | 3:29    | The Fantasticks          | Tom Jones (Text), Harvey Schmidt (Musik), Julian Stein (Orchester-Arrangement)                              | |  |
| 16.         | Proud Of Your Boy              | 2:32    | Aladdin                  | Howard Ashman (Text), Alan Menken (Musik), Beverly Holt (Klavier-Arrangement)                               | Klavierbegleitung von Barrowmans High-School-Mentorin und Familienfreundin Beverly Holt |  |
| 17.         | Sunset Boulevard               | 2:53    | Sunset Boulevard         | Don Black und Christopher Hampton (Text), Andrew Lloyd Webber (Musik), Martin Yates (Orchester-Arrangement) | Barrowman spielte Joe Gillis 1996 am New Yorker Broadway |  |
| Gesamtlänge | Gesamtlänge                    | 1:01:19 |                          | | |  |
| 17.         | Not While I’m Around           | 2:51    | Sweeney Todd             | Stephen Sondheim, Beverly Holt (Klavier-Arrangement)                                                        | Hidden Track ab 4:24–7:15; Duett mit Barrowmans Mutter Marion; Klavierbegleitung Beverly Holt                                                                                               |  |
| Gesamtlänge | Gesamtlänge                    | 1:04:10 |                          | | |  |

## Mitwirkende
| Musiker - John Barrowman: Gesang - Marion Barrowman: Gesang (Titel 17b) - Beverly Holt: Klavier (Titel 6, 16 und 17b) - National Symphony Orchestra - Jae Alexander: Dirigent (Titel 1, 2, 4, 5, 6, 9, 10, 11, 13, 14 und 16) - Martin Yates: Dirigent (Titel 3, 7, 15 und 17) - John Owen Edwards: Dirigent (Titel 8) - Craig Barna: Dirigent (Titel 12) | Produktion - John Yap: Produzent, Executive Producer (Geschäftsführer) - Mike Cox: Toningenieur (Aufnahmen und Mix) - Abbey Road Studios, London - Troy Halderson: Toningenieur (weitere Gesangsaufnahmen) - Clinton Studios, New York City - Finesplice Studios, London: Digitale Bearbeitung - John Barrowman: Liner Notes - Annie Rushton: Grafikerin - Carol Rosegg: Fotografin (Cover und Booklet) - Janet Glass: Managerin (Eric Glass Ltd., London) |

Komposition
- Stephen Sondheim: Komponist & Texter (Titel 2, 9, 13, 17b)
- Cole Porter: Komponist & Texter (Titel 10)
- William Finn: Komponist & Texter (Titel 4)
- Tim Rice: Texter (Titel 1, 7)
- Alain Boublil: Texter (Titel 3)
- Jim Steinman: Texter (Titel 5)
- Christopher Adler: Texter (Titel 6)
- Robert Burns: Dichter (Titel 8)
- Chris Seago: Texter (Titel 11)
- Jack Murphy: Texter (Titel 12)
- Richard Maltby, Jr.: Texter (Titel 14)
- Tom Jones: Texter (Titel 15)
- Howard Ashman: Texter (Titel 16)
- Don Black: Texter (Titel 17)
- Christopher Hampton: Texter (Titel 17)
- Alan Menken: Komponist (Titel 1, 16)
- Andrew Lloyd Webber: Komponist (Titel 5, 17)
- Claude-Michel Schönberg: Komponist (Titel 3)
- Marvin Hamlisch: Komponist (Titel 6)
- Elton John: Komponist (Titel 7)
- Paul Alan Johnson: Komponist (Titel 8)
- Michael Leander: Komponist (Titel 11)
- Frank Wildhorn: Komponist (Titel 12)
- David Shire: Komponist (Titel 14)
- Harvey Schmidt: Komponist (Titel 15)
- Larry Moore: Arrangeur (Orchester: Titel 1, 2, 4, 7, 9, 12)
- Beverly Holt: Arrangeur (Klavier: Titel 6, 16, 17b)
- Martin Yates: Arrangeur (Orchester: Titel 13, 17)
- William David Brohn: Arrangeur (Orchester: Titel 3)
- Anne Collis: Arrangeur (Orchester: Titel 5)
- David Maddux: Arrangeur (Orchester: Titel 8)
- Michael Gibson: Arrangeur (Orchester: Titel 10)
- Chris Walker: Arrangeur (Orchester: Titel 11)
- Jonathan Tunick: Arrangeur (Orchester: Titel 14)
- Julian Stein: Arrangeur (Orchester: Titel 15)

## Rezensionen
“John Barrowman’s third album Reflections From Broadway showcases the stage and TV performer's commanding voice in another collection of show tunes and contemporary pop, including ‘Can You Feel the Love Tonight’, ‘Anyone Can Whistle’, ‘Easy to Love’, ‘The Boy From Nowhere’, and ‘Not While I’m Around’. A pleasant addition to a Broadway or pop vocal fan’s collection.”

“On the heels of his Broadway appearance in Stephen Sondheim’s Putting It Together in November 1999, John Barrowman makes his solo debut with Reflections from Broadway, and it’s a beauty. He provides plenty of Sondheim, of course, as well as numbers from other shows he has performed in both New York and London, including Sunset Boulevard, Miss Saigon, Beauty and the Beast, Anything Goes, and Michael Leander and Chris Seago’s Matador. Barrowman’s voice is sweet on ballads and rings bright and clear on the big numbers, and the orchestra and piano accompaniments sound just as good. Also on hand are some rarities, William Finn’s delightful ‘I’d Rather Be Sailing’, and Marvin Hamlisch’s ‘Dreamers’, which disappeared quickly in 1983 as part of the critically lambasted Jean Seberg but is becoming something of a standard for lighter voices.”